# Interlingua
Interlingua ist eine 1951 veröffentlichte internationale Plansprache, die auf dem gemeinsamen Wortschatz der europäischen Sprachen basiert und eine extrem vereinfachte Grammatik aufweist. 
Interlingua wird als das „moderne Latein“ beworben und gilt in der öffentlichen Wahrnehmung neben Esperanto als wichtigste internationale Plansprache.

## Wortschatz
Wörter, die international verbreitet sind, werden Internationalismen genannt. Das sind Wörter, die in gleicher Bedeutung und gleicher oder ähnlicher Form in mehreren Sprachen vorkommen, wie z. B. Medizin, Musik, Nation, Radio, System, Telefon, Theater. Diese Internationalismen sind hauptsächlich griechisch-lateinischen (gräkolatinen) Ursprungs.
Theoretisch können so mindestens 850 Millionen Sprecher romanischer Sprachen inklusive Zweitsprecher Interlingua grundlegend verstehen. Zudem Sprecher, die Latein oder eine romanische Sprache als Fremdsprache erlernt haben. Sprecher nicht-romanischer, europäischer Sprachen verstehen auf Anhieb viele Interlingua-Vokabeln durch die eigenen Fremd- und Lehnwörter. Hier ist insbesondere die englische Sprache zu nennen, deren Wortschatz zu mehr als 50 % lateinischen Ursprungs ist.
Interlingua ist das Ergebnis wissenschaftlicher Forschung, die von 1924 bis 1951 von europäischen und amerikanischen Sprachwissenschaftlern der International Auxiliary Language Association (IALA) erzielt wurde. 1951 wurde Interlingua mit der Herausgabe des Interlingua-English Dictionary sowie der Grammatica complete de interlingua veröffentlicht. An der Herausgabe beider Werke war der deutsch-amerikanische Philologe und Übersetzer Alexander Gode maßgeblich beteiligt.

## Name
Der Name „Interlingua“ leitet sich von inter (inter für ‚zwischen, mitten, unter‘) und lingua (lingua für ‚Sprache‘) ab und steht damit für die Idee einer neutralen Zwischensprache und nicht für eine alle Sprachen der Welt umfassenden Universalsprache.
Der Name Interlingua kann horizontal verstanden werden, als Brückensprache zwischen den verschiedenen Muttersprachen, aber auch vertikal als Zwischensprache zwischen den unregelmäßigen bzw. sehr komplexen natürlichen Sprachen und einer logischen und systematischen Idealsprache.
Ursprünglich bezeichnete Interlingua alle internationalen Plansprachen der naturalistischen Schule. Später wurde der Begriff zum Synonym für Latino sine flexione. Verwechslungsgefahr besteht zudem mit Interlingue, die zur Präzisierung Interlingue-Occidental genannt wird. Diese Plansprachenprojekte gehen ineinander über. Mit Zustimmung der Academia pro Interlingua, einer Akademie für naturalistische Plansprachen, durfte die International Auxiliary Language Association den Namen Interlingua für ihr Plansprachenprojekt verwenden.

## Historischer Kontext
Als Folge der Zunahme internationaler Beziehungen wurde ab der Mitte des 19. Jahrhunderts das Problem internationaler Verständigung immer brennender. Die Schöpfer der Welthilfssprachen wollten einen Ausweg zeigen und legten daher Wert auf leichte Erlernbarkeit, hohes aktives und passives Sprachvermögen, Internationalität sowie Neutralität im Sinne von keines Volkes Sprache.
Die neutrale International Auxiliary Language Association (IALA; deutsch: Internationale Hilfssprachengesellschaft) wurde 1924 in New York u. a. von der Mäzenin und Esperantosprecherin Alice Vanderbilt Morris mit dem Ziel mitgegründet, die wissenschaftliche Basis für die Auswahl einer bestehenden Plansprache bzw. die Fusion bereits bestehender Plansprachen wie Esperanto (1887), Latino sine flexione (1903), Ido (1907), Esperanto II (1910), Occidental (1922) und Novial (1928) zu schaffen. Die Entwicklung einer eigenen Plansprache war anfänglich nicht das Ziel. Nachdem die IALA keine der untersuchten Plansprachen für geeignet hielt bzw. die Vertreter der verschiedenen Plansprachen sich nicht auf eine gemeinsame Plansprache einigen konnten, beschloss die IALA 1934 selbst, eine eigene Plansprache zu entwickeln, die 1951 unter dem Namen Interlingua veröffentlicht wurde. 1953 löste sich die IALA daraufhin auf.
Erst nach dem Zweiten Weltkrieg wurde Englisch als Weltverkehrssprache die international bedeutendste Weltsprache.

## Theorie
Für die Sprachwissenschaftler der International Auxiliary Language Association (IALA) lag die Lösung der Sprachenfrage nicht in der Konstruktion einer Universalsprache. Sie lehnten daher jede Form einer Plansprache ab, deren Vokabular künstlich konstruiert wurde, weil solche Sprachen zu abstrakt und damit schwer zu erlernen und zu beherrschen sind. Auch kam für die IALA eine Mischung von Sprachmaterial verschiedener Sprachen innerhalb des eigenen Kulturraumes bzw. mit Sprachen anderer Kulturräume zu einer neuen Plansprache wegen der Willkürlichkeit der Auswahl sowie mangelnder Kohärenz einer solchen Sprache nicht in Frage.
Vielmehr sind die Sprachwissenschaftler der IALA durch Beobachtung zu der Erkenntnis gelangt, dass genügend Sprachmaterial bereits in den europäischen Sprachen latent existiert, das, mit Abweichungen in der Aussprache oder Orthographie, z. B. aus international verwendeten Begriffen wie „Information“, „Politik“, „Bibliothek“, „Philosophie“, „Restaurant“, „Automobil“ aber auch aus Wörtern wie „Kaffee“, „Kakao“ oder „Joghurt“ usw. besteht. In der Sprachwissenschaft wird dieses Phänomen Internationalismen genannt. Erste Schätzungen gingen von bis zu 6000 international verwendeten Vokabeln aus, die größtenteils griechisch-lateinischen Ursprungs sind.
Die Gruppe der anglo-romanischen Sprachen ist die durch Wissenschaft, Technik, Handel, Diplomatie, Kolonisation, Migration, Bildung, Kultur, christlicher Mission, Sport etc. die global weitestverbreitete europäische Sprachengruppe und damit Quellsprachen für viele Fremd- und Lehnwörter zahlreicher weiterer Sprachen („Sprachenexporte“). Daher wird aus den anglo-romanischen Sprachen das internationale Sprachmaterial extrahiert, welches folglich nicht willkürlich, sondern objektiv, kohärent, leicht zu erlernen und leicht zu beherrschen sei.
Eine schematisierte Grammatik, die die Objektivität des Vokabulars entstellt, sei kontraproduktiv, so dass nur eine minimale und rationale Grammatik, so die Logik, die Ursprünglichkeit und Natürlichkeit des internationalen Vokabulars unterstütze.
Für die IALA sollte die internationale Sprache ein Mittel der Kommunikation zum Ideenaustausch und zur Völkerverständigung sein, nicht aber ein zwingendes Mittel zur Erreichung des Weltfriedens.

## Wortschatz
Europas Sprachgeschichte ist durch drei Verkehrssprachen oder Linguae francae gekennzeichnet: Latein (abnehmend seit dem späten Mittelalter bis 1867, als Ungarn als letztes Land Latein als Amtssprache aufgibt), Französisch (vom Ende des Dreißigjährigen Krieges 1648 bis zum Versailler Vertrag 1918) und Englisch (seit 1918). Diese drei Verkehrssprachen (Gebersprachen) haben im Wortschatz der europäischen Sprachen (Nehmersprachen) deutliche Spuren hinterlassen. Eine ähnliche Entwicklung zeigte sich in der Historie der Wissenschaftssprache.
Auswahl
Der Wortschatz wird in drei Schritten gewonnen: Auswahl, Standardisierung und Registrierung. Interlingua soll auf dem größtmöglichen internationalen Wortschatz aufbauen (vgl. Internationalismus (Sprache)). Daher werden Wörter in folgenden Sprachen auf Internationalität geprüft: Englisch, Französisch, Italienisch, Spanisch und Portugiesisch. Deutsch und Russisch dienen als Kontrollsprachen. Die Theorie geht davon aus, dass außerhalb dieser großen europäischen Sprachen kein Wort international sein kann.
Die „Regel der Drei“ bzw. die „Regel der Zwei+“ beschreibt die genaue Methode:

“In sum, a preliminary formulation of the criterion of internationality runs as follows: A word is to be accepted as international when its presence is attested – in corresponding forms and with corresponding meanings – in at least three of the language units, Italian, Spanish and/or Portuguese, French and English, with German and Russian as possible substitutes.”

Korrespondiert ein Wort in mindestens drei der vier Spracheinheiten (italienisch [ita], spanisch [spa] / portugiesisch [por], französisch [fra], englisch [eng]) in Form und Inhalt oder aber in mindestens zwei Spracheinheiten plus Deutsch [deu] und/oder Russisch [rus], ist es zu akzeptieren.
Beispiele:
1. [deu] Patrimonium, [eng] patrimony, [fra] patrimoine, [ita] patrimonio, [spa] patrimonio, [por] património, [rus] наследие
2. [deu] Pate, [eng] godfather, [fra] parrain, [ita] padrino, [spa] padrino, [por] padrinho, [rus] крестный отец
3. [deu] Patron, [eng] patron, [fra] patron, [ita] patrono, patrocinatore, [spa] patrono, patrocinador, [por] patrono, patrocinador, [rus] патрон, покровитель
4. [deu] Patriarch, [eng] patriarch, [fra] patriarche, [ita] patriarca, [spa] patriarca, [por] patriarca, [rus] патриарх

Standardisierung
In der Regel wird etymologisch vorgegangen. Dabei wird die gesamte Wortfamilie untersucht, nicht lediglich ein isoliertes Wort. Damit erhält man den genauen Prototyp, der für die Ableitung der Wortfamilie grundlegend ist (hier patr-). Damit ergeben sich für Interlingua in o. a. Fällen: patrimonio, patrino, patrono und patriarcha.
Das bedeutet auch, dass die Zahl der Varianten, also Beispiele in weiteren Sprachen als den vier genannten Spracheinheiten, unerheblich ist, weil in der Regel auf das Etymon zurückgegriffen wird, z. B.: dt. Form; frz. forme, it. span. kat. tschech. slowak. slowen. ungar. poln. kroat. lett. litau. forma, dän. schwed. eng. ndl. form, bündnerroman. furma, ir. foirm usw. In Interlingua heißt das entsprechende Wort forma.
Registrierung

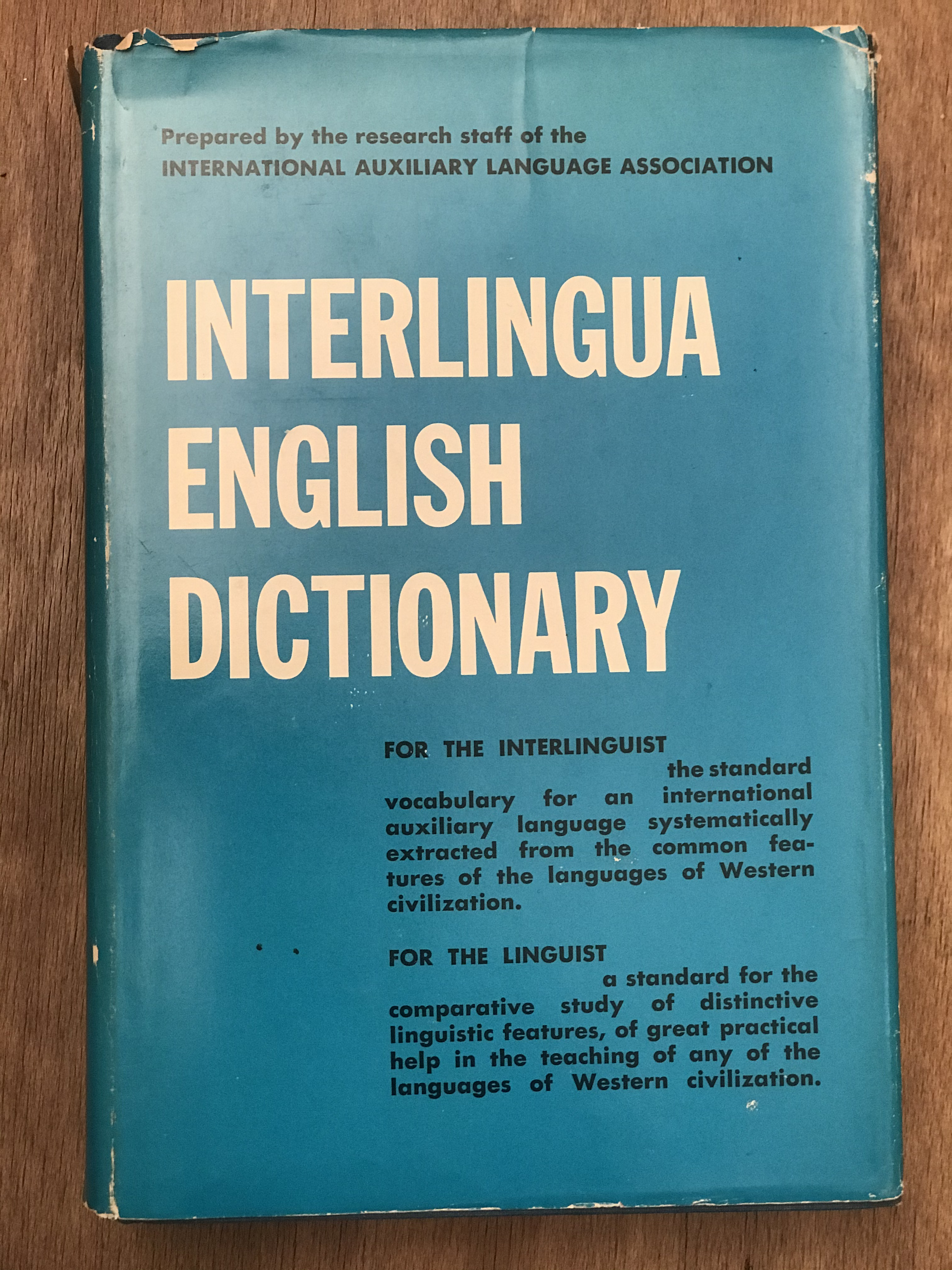
Interlingua-English-Dictionary, 2. Auflage, New York 1971

In wenigen Fällen, bei denen keine der beiden Regeln greift, bezieht sich Interlingua auf das Lateinische, oder aber das Wort der Referenzsprachen, welches die größtmögliche Internationalität oder die größtmögliche Übereinstimmung mit der Systematik aufweist, wird registriert. Das Interlingua-English Dictionary wurde 1951 mit fast 27.000 Vokabeln veröffentlicht. Das aktuelle Vokabular wird auf über 60.000 Wörter geschätzt.

## Grammatik
Die Interlingua-Grammatik ist eine rationale Minimal-Grammatik, die die Objektivität des internationalen Vokabulars nicht verändern will und die Spracherlernung sowie die Sprachbeherrschung erleichtern soll:
- regelmäßige Konjugation der Verben
- Endung der Verben auf -ar, -er und -ir
- Kürzung der Verben haber (haben) und esser (sein) im Präsens zu ha und es
- kein Konjunktiv (Möglichkeitsform)
- keine Verlaufsform wie im Englischen (I am calling …)
- kein grammatisches (Genus), sondern nur ein biologisches Geschlecht (Sexus), daher nur ein bestimmter (le) und ein unbestimmter Artikel (un)
- Pluralbildung mit -s bzw. -es
- keine Übereinstimmung von Substantiv und Adjektiv in Genus, Sexus und Numerus: un seniora belle, duo senioras belle, le senior belle, le seniores belle (Deklination)
- Adverbbildung auf -mente
- Ableitungen, z. B. exportar, exportation, exportator, exportabile
- normale Wortstellung SVO: Subjekt – Verb – Objekt (isolierender Sprachbau)

Konjugation der Verben parlar (sprechen), vider (sehen) und audir (hören):
| Person              | Präsens         | Imperfekt             | Futur                 | Konditional              | Imperativ          | Part. Perfekt         | Part. Präsens             |
| ------------------- | --------------- | --------------------- | --------------------- | ------------------------ | ------------------ | --------------------- | ------------------------- |
| io                  | parla vide audi | parlava videva audiva | parlara videra audira | parlarea viderea audirea | parla! vide! audi! | parlate vidite audite | parlante vidente audiente |
| tu                  | parla vide audi | parlava videva audiva | parlara videra audira | parlarea viderea audirea | parla! vide! audi! | parlate vidite audite | parlante vidente audiente |
| ille, illa, illo    | parla vide audi | parlava videva audiva | parlara videra audira | parlarea viderea audirea | parla! vide! audi! | parlate vidite audite | parlante vidente audiente |
| nos                 | parla vide audi | parlava videva audiva | parlara videra audira | parlarea viderea audirea | parla! vide! audi! | parlate vidite audite | parlante vidente audiente |
| vos                 | parla vide audi | parlava videva audiva | parlara videra audira | parlarea viderea audirea | parla! vide! audi! | parlate vidite audite | parlante vidente audiente |
| illes, illas, illos | parla vide audi | parlava videva audiva | parlara videra audira | parlarea viderea audirea | parla! vide! audi! | parlate vidite audite | parlante vidente audiente |

## Natürlichkeit versus Schematik
Um die Entwicklung der internationalen Plansprache empirisch absichern zu können, verschickte die IALA von 1944 bis 1947 an 3000 Sprachlehrer weltweit einen 98-seitigen Fragebogen. Dieser präsentierte verschiedene Modelle der Ausgestaltung der künftigen Sprache. Dabei ging es auch um die Grundsatzfrage, ob eine natürliche oder eine schematische Grammatik den Anforderungen an eine internationale Plansprache am ehesten gerecht werde. Es soll 350 Rückmeldungen gegeben haben. Laut der IALA war die Zahl derer, die ein schematisches Modell ablehnten, eindeutig. Im General Report von 1945 findet sich ein Beispieltext, der die Grundsatzfrage verdeutlicht. Es ist ein Auszug aus der Rede von Hon. Cordell Hull, gehalten in Dumbarton Oaks am 21. August 1944:

“The lessons of earlier disunity and weakness should be indelibly stamped upon the minds and hearts of this generation and of generations to come. So should the lesson of unity and its resultant strength achieved by the United Nations in this war (…)”

Nach dem naturalistischen Modell:

“Le lectiones insignate per le disunione et le impotentia de le passato debe essere imprimite indelibilemente super le mente et le corde de iste generatione et de le generationes future, sic como le lectiones insignate per le unitate et le fortia resultante de ille, que le Nationes Unite habe attingite in iste guerra (…)”

Nach dem schematischen Modell (Minimum):

“Le lectiones insignate per le desunita’ e le impotentia del pasato debe eser impresete indeleblemente sur le mente e cordia de este generation e del generationes future, asi como le lectiones insignate per le unita' e le fortia resultante da elo, keles le Nationes Unite ave atingete in este guera (…)”

Nach dem schematischen Modell (Medium):

“Le lekcionos insignate per le desuneso et le nonpotentso del pasato deve esere impresete nondeleblemen sur le mento et kordio de iste generaciono et del future generacionos, sik kom le lekcionos insignate per le uneso, et le forcio resultante de id, keles le Unite Nacionos ave atingete in iste guero (…)”

## Phonetik und Orthographie
Die Schreibweise des Interlingua basiert auf den 26 Buchstaben des lateinischen Alphabets ohne diakritische Zeichen oder Akzentuierungszeichen. Interlingua hat keine phonematische Orthographie. Es gibt einige Digraphen, z. B. in Wörtern alt-griechischer Herkunft wegen der besseren Wiedererkennung (z. B. philosophia). Die Norm der Aussprache ist kontinental und die Akzentuierung liegt als Hauptregel auf dem Vokal vor dem letzten Konsonanten.

## Textbeispiele
| “NOVE” MONA LISA ES GENUIN Expertos suisse ha publicate provas que on ha trovate le predecessor al famose pictura de Mona Lisa. E le pictura que se trova in le museo parisian Louvre e le pictura “Isleworth Mona Lisa” esseva pingite per Leonardo da Vinci. Le version Isleworth ha dece annos plus que le “original”, pingite inter 1503 e 1506. Le version Isleworth es nominate secundo le loco ubi illo esseva trovate in le initio del 1900s. Un collector de arte lo trovava presso un nobile britannic. Hodie illo es in le possession de un consortio suisse. | VENETIA SUB AQUA De novo le citate del laguna, Venetia in Italia del Nord, batte contra inundationes. Touristas in le medio de octobre e initio de novembre debeva apportar bottas impermeabile quando illes visitava le Placia de Marco. In novembre le nivello esseva 1,40 metros plus alte que normalmente. Durante plure annos Venetia ha submergite lentemente, proque on pumpava troppo de aqua phreatic, e le edificios descendeva. Secundo le magazin “Geochemistry, Geophysics, Geosystems” le urbe ancora se affunda – duo a quatro millimetros per anno – causate per le movimento del tabulas tectonic. | CHOCOLATE ES SAN Antea on ha trovate que chocolate nigre es favorabile pro le sanitate vasocardiac. Nunc un recerca publicate in le periodico “Neurology” monstra que etiam chocolate al lacte ha le mesme effecto. In le studio 37.103 viros participava. Illes qui consumeva circa 60 grammas cata septimana curreva le risco de esser affligite per apoplexia que esseva 17 % minus que le viros qui mangiava nulle chocolate. On crede que le causa es que chocolate contine si-appellate flavonoides, un typo de antioxydantes que protege le vasos sanguinari. Le risco de feminas es minus quando illas consume chocolate un recerca demonstrava in 2011. | QUE ES INTERLINGUA? Interlingua es un lingua complete perfecte pro communication international a causa de su vocabulario international e un grammatica totalmente regular – sin exceptiones. Centos de milliones comprende Interlingua a prime vista. Interlingua functiona in casa, in scholas, in officios – in omne locos, ubi on necessita communication sin frontieras. Il ha multe materiales – sur papiro e electronic : litteratura original o traducite, belletristic o professional, magazines o brochures, e-libros, sitos in Internet. Le avantages es numerose. |

Quelle: Zeitschriftenmagazin PANORAMA, 2012; Herausgeber: Union Mundial pro Interlingua

## Entwicklung als Sprache
Interlingua wird durch den Sprachtod des Lateins als „modernes Latein“ und neutrale, internationale Brückensprache seit 1955 von der Non-Profit-Organisation Union Mundial pro Interlingua (UMI) u. a. mit der Ausrichtung von Konferenzen gefördert.
30 medizinische Fachjournale, darunter so renommierte wie Journal of the American Medical Association, Circulation, Circulation Research und American Heart Journal usw., publizierten zu der Zeit von Alexander Gode die Inhaltsangaben ihrer wissenschaftlichen Artikel in Interlingua. Ebenso diente Interlingua bei 10 wissenschaftlichen Konferenzen als Kommunikationsmittel.
Das internationale Vokabular wurde in den 1960er Jahren in Schweden im Rahmen des Schulfachs allmän språkkunskap (allgemeine Sprachkunde) als Alternative zum Lateinunterricht angeboten. Die Debatten um den Lateinunterricht sind seit Jahrzehnten von ähnlichen Positionen geprägt: die Wertschätzung einer sprachlichen und kulturellen Grundlage für höhere Bildung steht der Skepsis gegenüber, ob dieser Aufwand noch modernen Ansprüchen genügt. Einen Ausweg aus dem Dilemma bietet nach Ansicht der Union Mundial pro Interlingua (UMI) Interlingua, die das kulturelle Erbe des Lateins mit modernen Kommunikationsanforderungen weiterentwickle.
Interlingua ist nach ISO 639-1 der Internationalen Organisation für Normung gekennzeichnet. Interlingua befindet sich damit in der Liste der entwickeltesten Sprachen (im Sinne des Wortschatzes) weltweit.
Seit der Veröffentlichung der grundlegenden Werke 1951 hat sich durch Sprachwandel eine Vielzahl grammatischer und stilistischer Änderungen ergeben. Daneben gibt es zahlreiche Publikationen als E-Books. Das aktuelle Vokabular wird auf über 60.000 Wörter geschätzt. Das Standard-Lehrwerk Interlingua – Instrumento moderne de communication international wurde auch ins Chinesische und ins Japanische übersetzt.
2004 übersetzte die UMI den Vertrag über eine Verfassung für Europa, um die Leistungsfähigkeit von Interlingua als Arbeits- bzw. Amtssprache der Europäischen Union zu demonstrieren.
Die Stadt Kirchheimbolanden in Rheinland-Pfalz hat ihr Stadtportrait im Internet auch auf Interlingua veröffentlicht.
Interlingua ist eine offizielle Wettbewerbssprache bei der Stenografie-Weltmeisterschaft.
Die Österreichische Nationalbibliothek dokumentiert in der weltweit größten Fachbibliothek für Plansprachen an die 500 Plansprachen, von denen Esperanto und Interlingua die wichtigsten sind.
2017 wurde das gemeinnützige „Erasmus-Institut für Interlingua e. V.“ als Sprachpflegeverein für den deutschsprachigen Raum gegründet.
Durch das Internet erfährt Interlingua eine allmähliche Verbreitung.

## Nutzen und Vorteile
Befürworter der Interlingua sehen für Nutzer neben den grundsätzlichen Vorteilen einer Plansprache folgende spezifischen Vorteile:
- Interlingua kann zu einem besseren Verständnis der Fremd- und Lehnwörter in der eigenen Muttersprache beitragen.
- Interlingua kann den persönlichen englischen Wortschatz erweitern.
- Interlingua kann zur direkten Kommunikation mit Menschen genutzt werden, die Spanisch, Portugiesisch oder Italienisch sprechen.[48]
- Interlingua kann an das kulturelle Erbe[49] anknüpfen und zur europäischen Identität beitragen.
- Interlingua kann als neutrale und kosteneffiziente Arbeitssprache in Europäischen und Internationalen Organisationen genutzt werden.[50][51][52]
- Interlingua kann als Sprachpropädeutikum im Fremdsprachenunterricht nützlich sein (Interkomprehension).[53][54]
- Interlingua kann der afrikanischen und asiatischen Sprachenwelt einen Zugang zur Wissenschafts- und Technologieterminologie schaffen sowie eine profunde Basis für weitere Studien europäischer Sprachen bieten.

## Interlingua-Sprecher
Die Zahl der Sprecher ist in ihrer Gesamtheit unbekannt. Einige herausragende Interlingua-Sprecher waren:
- James M. Buchanan, amerikanischer Wirtschaftsnobelpreisträger 1986
- Eugen Wüster, Begründer der Terminologiewissenschaften
- Giovanni Blandino (1923–2011), ehemaliger italienischer Jesuitenpater und Professor für Theologie (korrespondierte mit Papst und Kardinälen in Interlingua)[56]
- Alexander Gode, Philologe und Direktor bei der IALA
- André Martinet, Linguist und Direktor bei der IALA